# Рабочее движение в Австралии
Рабочее движение в Австралии появляется в начале XIX века и включает в себя как профессиональные союзы, так и политическую деятельность. Движение включает в себя как промышленное крыло, профсоюзы в Австралии, так и политическое крыло, Австралийская лейбористская партия (АЛП) и мелкие партии.
Почти все профсоюзы в Австралии связаны с Австралийским советом профсоюзов (ACTU). Эти профсоюзы, как правило, продукт важных процессов слияний, проведенных в конце 1980-х и начале 1990-х годов.

## История
Профессиональные союзы в Австралии начали возникать в начале XIX века, как ассоциации высококвалифицированных городских рабочих, которые стремились объединиться, требовали увеличить их заработную плату и уменьшить рабочий день.
В 21 апреля 1856 году каменщики и строительные рабочие на строительных площадках по всему Мельбурну прекратили работу и прошли от мельбурнского университета до здания парламента для достижения восьмичасового рабочего дня. Их прямая акция протеста имела успех, и это была одной из первых организованных акций рабочих в мире, чтобы достичь 8-часовой рабочий день без потери в заработной плате.
В 1890-е годы три крупных забастовки потрясли Австралию: в 1890 году стачка моряков; в 1891 году забастовка стригалей овец; в 1892 году забастовка шахтеров Брокен—Хилл, а также забастовки стригалей в 1894 году. Когда большое число стригалей в Квинсленде забастовали против плохих условий и снижения заработной платы, полиция Квинсленда ответила насилием и разогнала забастовку. Каждый из этих промышленных конфликтов деморализовывал рабочее движение. Уильям Лейн и много других, ища приюта, отправились в Парагвай для строительства нового поселения под названием Новая Австралия.
В 1894 году профсоюзному лидеру Уильяму Спенсу с соратниками удалось добиться объединения горняков, стригалей и других сельских рабочих в Австралийский профсоюз рабочих (AWU) — крупнейший и самый влиятельный профсоюз Австралии.
Другие участники рабочего движения, разочарованные результатами непосредственного действия, обратились к политическому решению и начали искать возможности использованием избирательного права, что привело к образованию Австралийской лейбористской партии.
Первые кандидаты-лейбористы появились в конце XIX века. Первое лейбористское правительство в мире в 1899 году возглавил Андерсон Доусон, и первое национальное лейбористское правительство в мире возглавил Крис Уотсон. Затем первое национальное правительственное большинство в мире, первое национальное правительство в Австралии и первое большинство в Сенате Австралии в 1910 году возглавил Эндрю Фишер. Его правительство провело ряд реформ в сфере обороны, конституционных вопросов, финансов, транспорта и связи, социального обеспечения: введение пенсии по старости и инвалидности, помощь матерям, компенсации работникам, выпуск первых банкнот, создание ВМС, начало строительства Трансавстралийской железной дороги, расширение состава Верховного суда Австралии, основание Канберры, создание государственного Банка Содружества.
Главным сторонниками промышленных профсоюзов в Австралии накануне Первой мировой войны были Индустриальные рабочие мира (ИРС). ИРС также выступали в политической плоскости против воинской повинности. Австралийское рабочее движение объединилось вокруг оппозиции против призыва на военную службу. 23 сентября 1916 года двенадцать членов ИРС (большинство из них активные организаторы) были арестованы и обвинены в государственной измене по Закону об уголовном наказании за измену (1848).
В октябре 1920 года была создана Коммунистическая партия Австралии, в которую вошли радикальные группы профсоюзов, в том числе Джон Гарден, члены запрещенной ИРС, и члены предыдущих социалистических организаций в Австралии.
Забастовки в этот период были обычным явлением. Особо следует отметить забастовку полиции Виктории 1923 года.
После принятия 1928 года Закона о работниках транспорта (более известного как Закон ошейника), австралийский профсоюзное движение пыталось защитить себя путём формирования Австралийского совета профсоюзов.
Забастовка рабочих лесопилок 1929 года стала первой крупной забастовкой после начала Великой депрессии, когда судья Лукин вынес решение о разрешении новой системы оплаты труда в лесной промышленности, с увеличением рабочей недели с 44 до 48 часов и снижением заработной платы.
В ответ на репрессию остатки ИРС создавали союз безработных. Эта идея была быстро подхвачена КПА и АЛУ, которые создавали объединения (не организованные, в отличие от профсоюзов работников) для безработных.
Вторая мировая война вызвала значительное чувство симпатии к Советскому Союзу среди австралийских рабочих, и КПА попыталась воспользоваться этим, организовав после войны в 1948 году в Квинсленде забастовку железнодорожников и в 1949 году забастовки австралийских угольщиков. Эта попытка захватить контроль над профсоюзным движением не удалась, что стало началом упадка коммунистического руководства и влияния в рабочем движении.
Годы после войны характеризовались поддержкой австралийских рабочих движением коренных австралийцев в их борьбе за права человека, культурные права путем поддержки забастовки Пилбара в 1946 году.
В конце 1980-х годов в Австралии начали внедряться микроэкономические реформы, включавшие дерегулирования ряда ранее регулируемых рынках, в том числе рынка труда. Эти реформы были начаты правительством Китинга в 1991 году. Закончился почти век централизованного утверждения заработной платы в производственных отношениях.
После выборов 1996 года и прихода к власти Федерального правительства под руководством премьер-министра Джона Говарда были начаты реформы промышленных отношений с целью снижения влияния австралийских профсоюзов. Они включали внедрение так называемой системы австралийского соглашения о рабочем месте — индивидуальные договорные соглашения по вопросам оплаты и условий труда между работником и работодателем — и снижение минимальных оплаты труда.
После того как либеральное правительство Говарда одержал победу в выборах 2004 года, а также получило большинство в сенате 1 июля 2005 года, продолжились изменения в промышленном законодательстве с целью дальнейшего подрыва власти профсоюзов в ведении коллективных переговоров. В мае 2005 года правительство Говарда объявило о внесении изменений в промышленные отношения, известные как WorkChoices. Этот закон широкого критиковался со стороны австралийского профсоюзного движения, многих религиозных и общественных групп и, что важно (но не освещалось широко), Международной организацией труда, членом которой является Австралия.
30 июня 2005 год до 100 тысяч человек прошли маршем через Мельбурн в оппозиции к предлагаемым изменениям промышленных отношений, митинги также состоялись в столичных городах и крупных городах по всей Австралии.
После поражения либерального правительства Говарда на федеральных выборах 2007 года, правительство лейбористов, среди других изменений, отменило австралийские соглашения о рабочем месте (АТС).